# Pachylasma
Pachylasma är ett släkte av kräftdjur. Pachylasma ingår i familjen Pachylasmatidae.
Pachylasma är enda släktet i familjen Pachylasmatidae.
Kladogram enligt Catalogue of Life:
| Pachylasma | \| \| Pachylasma auranticacum \| \| \| \| \| \| Pachylasma scutistriata \| \| \| \| |
|            | \| \| Pachylasma auranticacum \| \| \| \| \| \| Pachylasma scutistriata \| \| \| \| |
|            | Pachylasma auranticacum                                                             |
|            |                                                                                     |
|            | Pachylasma scutistriata                                                             |
|            |                                                                                     |